# 원성하오
온승호(중국어: 溫昇豪, 병음: Wēn Shēng Háo 원성하오[*], 1978년 2월 22일 ~ )는 타이완의 배우이다.

## TV 시리즈
- 위험심령
- 패견여왕
- 하일참행복
- 소자녀해향전충
- 우리와 악의 거리
- 화등초상